# Albe (vent)
Pour les articles homonymes, voir Albe.
L'albe, aussi appelé vent d'Espagne, est un vent de sud ouest chaud et humide soufflant dans le Roussillon. Il descend du massif des Albères, chaîne de montagne de l'extrémité orientales des Pyrénées. Peu fréquent et assez fort, il peut souffler en toutes saisons.

## Description
L'albé est un air tropical continental.
Dû aux hautes pressions sur l'Aragon, en Espagne, et basses pressions sur la vallée du Rhône, c'est un vent chaud et humide de secteur sud-sud-ouest. Sa vitesse moyenne est de 30 km/h.
Ce vent souffle principalement sur Collioure et Argelès-sur-Mer, sans véritablement dépasser la basse vallée du Tech.